# Berbice
Berbice är en flod som flyter i östra Guyana. Floden har sin källa i Rupununiregionens högland och flyter norrut genom tät regnskog till kustslätten. Den mynnar ut i Atlanten vid staden New Amsterdam. Berbices enda biflod är Canje.
Floden är farbar i 160 kilometer av mindre fartyg, då vattenfall begränsar framkomsten vidare uppströms. Berbices totala längd är cirka 595 kilometer. Den delar namn med den nederländska kolonin Berbice, som införlivades i Brittiska Guyana 1831.
År 2008 färdigställdes Berbice Bridge, en pontonbro som förbinder Rosignol med New Amsterdam.